# Teheran 43
Teheran 43 (ros. Тегеран-43 Tiegieran-43, fr. Téhéran 43, nid d’espions, niem. Killer sind immer unterwegs) – radziecko-francusko-szwajcarski film szpiegowski z 1981 roku w reżyserii Aleksandra Ałowa i Władimira Naumowa. Zdjęcia kręcono w Baku, Moskwie i Paryżu.

## Fabuła
Film opowiada o próbie zamachu na przywódców koalicji antyhitlerowskiej (tzw. wielkiej trójki) – prezydenta USA Franklina Delano Roosevelta, premiera Wielkiej Brytanii Winstona Churchilla i przywódcę ZSRR Józefa Stalina w trakcie konferencji teherańskiej (1943). Plan ten zostaje udaremniony przez radzieckiego oficera wywiadu Andrieja Borodina. W czasie pobytu w Teheranie Borodin poznaje Francuzkę Marie, z którą przeżywa krótki, lecz namiętny romans. Fabuła przenosi się 40 lat później i rozgrywa się w Paryżu. Tam jeszcze raz losy osób w dramatyczny sposób zostają ze sobą splątane. Były niemiecki zabójca również zakochał się we Francuzce w 1980 roku. Ale Françoise gra w podwójną grę. Francuski inspektor policji Foche, próbuje rozwikłać zagadkę, której źródła sięgają wydarzeń, które miały miejsce w Teheranie w 1943 roku.

## Obsada
- Igor Kostolewski – Andriej „André” Iljicz Borodin
- Natalia Biełochwostikowa –
  - Marie Louni,
  - Natalia
- Armen Dżigarchanian – Max Richard
- Curd Jürgens – adwokat Legraine
- Anatolij Sołowjow – adwokat Legraine (głos)
- Alain Delon – inspektor policji Foche
- Rodion Nachapietow – inspektor policji Foche (głos)
- Claude Jade – Françoise
- Natalja Fatiejewa – Françoise (głos)
- Albert Fiłozow – Scherner
- Georges Géret – Dennis Pew
- Nikołaj Grińko – Jermolin
- Gleb Striżenow – Simon
- Michaił Głuzski – Simon (głos)
- Jacques Roux – Johnson

Źródło: 

## Wersja polska
Opracowanie: Studio Opracowań Filmów w Warszawie

Reżyseria: Maria Piotrowska

Tekst: Krystyna Albrecht

Dźwięk: Stanisław Uszyński

Montaż: Anna Szatkowska

Kierownictwo produkcji: Wojciech Rakowski

Obsada:
- Krzysztof Marek – Andriej „André” Iljicz Borodin
- Dorota Kawęcka –
  - Marie Louni,
  - Natalia
- Roman Wilhelmi – Max Richard
- Tadeusz Wieczorek – inspektor policji Foche
- Igor Śmiałowski – adwokat Legraine
- Jacek Czyż – Scherner
- Juliusz Berger – Dennis Pew
- Krystian Tomczak – Jermolin

Źródło:

## Nagrody
| Nagroda                                       | Kategoria      | Wynik   | Źródło |
| --------------------------------------------- | -------------- | ------- | ------ |
| XIV Wszechzwiązkowy Festiwal Filmowy          | Nagroda Główna | Wygrana | [ 1 ]  |
| XII Międzynarodowy Festiwal Filmowy w Moskwie | Złoty Medal    | Wygrana | [ 1 ]  |